# Spáleniště (Rapšach)
Spáleniště (německy Abrand) je osada, součást obce Rapšach v okrese Jindřichův Hradec, v oblasti Západního Vitorazska. Leží 1 km jihovýchodně od Rapšachu. Většina domů je postavena podél silnice. Na jižním okraji Spáleniště je křižovatka; rovně vede silnice k zbytkům vesnice Kunšach (2 km) a do obce Halámky, vlevo k státní hranici a do rakouského městyse Brand-Nagelberg (4 km).
Je zde přeshraniční propojení na turistické stezce Spáleniště – Brand.

## Historie
Spáleniště je novější osadou, byla na místě shořeného lesa založena v letech 1823 až 1834. Její vznik byl vyvolán hladem po pozemcích. Usazovali se zde lidé, na které se nedostaly pozemky v Rapšachu. Obyvatelstvo bylo smíšené, Češi a Němci. Mimo nevýnosné zemědělské činnosti, košíkářství a práce v lese a v lomech vyjížděli lidé za prací mimo osadu. V meziválečném období zde žilo 420 Čechů a 65 Němců, v roce 1920 byla postavena obecná škola. Po roce 1948 se Spáleniště dostalo do pohraničního pásma, usadila se zde Pohraniční stráž, která si poblíž, na místě zvaném Tokaniště, postavila kasárny.